# Hibiscus pulvinulifer
Hibiscus pulvinulifer är en malvaväxtart som beskrevs av Borss. Waalk.. Hibiscus pulvinulifer ingår i Hibiskussläktet som ingår i familjen malvaväxter. Inga underarter finns listade i Catalogue of Life.